# Taguspark
Der Taguspark ist ein Wissenschafts- und Technologiepark im Kreis Oeiras in der Subregion Grande Lisboa in Portugal. Auf einer Fläche von ca. 360 Hektar, von denen 150 durch mehrere Forschungs- und Entwicklungslabors besetzt, innovative Unternehmensgründungen und Gründerzentren in Bereichen wie Informationstechnologie, Telekommunikation, Elektronik, Werkstoffe, Fertigung, Energie, Umwelt, Biotechnologie und Feinchemie. Es unterhält Partnerschaften mit führenden universitären Einrichtungen wie der Technischen Universität Lissabon und deren Fakultät – dem Instituto Superior Técnico (IST) –, die im Park Einrichtungen unterhält.
Mehrere Technologie-Unternehmen haben ihren portugiesischen Sitz im Bereich des Tagusparks. Unter ihnen sind T-Systems, Microsoft und MIPS Technologies, die durch ihre Tochtergesellschaft Chipidea vertreten sind.
Der Taguspark ist einer der führenden Technologie-Parks in Europa.